# Oxira primulae
Oxira primulae är en fjärilsart som beskrevs av Eugen Johann Christoph Esper 1788. Oxira primulae ingår i släktet Oxira och familjen nattflyn. Inga underarter finns listade i Catalogue of Life.